# 로널드 리베스트
로널드 로린 리베스트(Ronald Lorin Rivest, 1947년 ~ )는 미국의 암호학자이다. 현재 MIT의 교수이다.
아디 샤미르, 레너드 에이들먼과 함께 RSA 암호 체계를 발명하여 공개키 암호 체계에 지대한 공헌을 했다. MD5같은 암호학적 해시 함수 뿐 아니라, RC6 같은 블록 암호도 만들었다.